# Iglesia de Nuestra Señora de la Asunción (Alcover)
La iglesia de Nuestra Señora de la Asunción es un inmueble de la localidad española de Alcover, en la provincia de Tarragona.

## Descripción
La iglesia, cuya construcción se remontaría a la segunda mitad del siglo XVI, en concreto al año 1578, se encuentra bajo la advocación de «Nuestra Señora de la Asunta», o de «Nuestra Señora de la Asunción».
Conocida como «iglesia nueva», aparece mencionada en el primer volumen del Diccionario geográfico-estadístico-histórico de España y sus posesiones de Ultramar de Pascual Madoz, en la entrada correspondiente a Alcover, de la siguiente manera:

una igl. parr. bajo la advocacion de Ntra. Sra. de la Asunta, edificio sólido de los mas capaces, fabricado de piedra canteria en 1578; consta de una sola nave de 226 palmos catalanes de long., 130 de lat. y 142 de elevacion, sostenida por magestuosas pilastras: aun está sin concluir la torre, pero cuenta ya 194 palmos de altura.
(Madoz, 1845, p. 466)

Su retablo mayor desapareció en 1936, al incendiarse la iglesia. Cuenta con el estatus de bien cultural de interés local.